# Landsdelsorkester
De fem landsdelsorkestre er symfoniorkestre der er tilknyttet landsdelene i Danmark og finansieret af staten samt kommunerne i landsdelen.

## Formål
Formålet med landsdelsorkestrene er bestemt ved lov. Orkestrene skal være med til at fremme musiklivet i de forskellige dele af Danmark. Det foregår bl.a. ved turnéer og skolekoncerter. Nogle af landsdelsorkestrene samarbejder også med Den Jyske Opera, der benytter sig af orkestrene, når de tager på turne.

## Orkestrene
- Sjællands Symfoniorkester
- Odense Symfoniorkester
- Sønderjyllands Symfoniorkester
- Aalborg Symfoniorkester
- Aarhus Symfoniorkester

| Musik | Spire Denne musikartikel er en spire som bør udbygges. Du er velkommen til at hjælpe Wikipedia ved at udvide den. |